# Damagazelle
De damagazelle (Nanger dama) is de grootste bekende gazellesoort en tevens een van de minst talrijke. Ze komen voor in de Sahara en op de meest noordelijke savannes van Afrika.

## Kenmerken
Er zijn meerdere ondersoorten met variabele vachten. De rugzijde is meestal kastanjebruin, terwijl de onderzijde, de poten en het gezicht wit zijn. Bij sommige ondersoorten dringt de witte kleur ver door in de bruine vacht. Ze hebben tamelijk korte en S-vormige hoorns. De schofthoogte bedraagt ongeveer 90 centimeter.

## Groepssamenstelling en voortplanting
Ze leven in kuddes van ongeveer 3 tot 20 dieren. Een dominant mannetje leidt de kudde, tussen de vrouwtjes heerst ook een hiërarchie. Ze hebben een polygynisch paringssysteem, waarbij de mannetjes met meerdere of zelfs alle vrouwtjes in de kudde paart. In de paartijd worden mannetjes agressief tegenover elkaar en proberen zo goed een sterk mogelijk over te komen, zodat ze zoveel mogelijk vrouwtjes hebben om hun genen over te geven. Na een draagtijd die per keer varieert tussen de 5,5 en 6 maanden, komt er een jong ter wereld, soms zelfs 2. Mannetjes zijn geslachtsrijp als ze 1 jaar oud zijn, bij vrouwelijke dieren duurt dit een half jaar langer. Mannetjes worden door hun vader als ze geslachtsrijp zijn verstoten en gedwongen een eigen kudde te vormen. Ze worden ongeveer 18 jaar.

## Voedsel
Damagazelles eten voornamelijk gras en bladeren, maar vanwege hun droge en niet al te voedzame leefgebied, trekken ze constant rond, op zoek naar voedsel en water. Kalveren hebben het makkelijker die hoeven niet naar voedsel te zoeken, ze worden gezoogd tot ze ongeveer 4 maanden oud zijn, voordat ze overgaan op vast voedsel.

## Herintroductie
De Damagazelles hebben een heuse comback gemaakt, in 1968 werd de soort als uitgestorven verklaard, vanwege overbejaging. Door middel van succesvolle fokprogramma's konden we de soort in 1994 herintroduceren in hun natuurlijke habitat. Ze werden per keer in kleine groepjes uitgezet in het wild, maar helaas gaat nog steeds niet goed met de soort, er zijn er nog maar ongeveer 250. Hun leefgebied wordt steeds kleiner, door overbegrazing door het lokale vee is er nog minder voedsel te vinden in het al zo droge landschap. 
In Nederland kan je de Damagazelles in 3 verschillende faciliteiten vinden: 
Diergaarde Blijdorp, Rotterdam 
GaiaZOO, Kerkrade 
ZooParc Overloon, Overloon  

## Ondersoorten
Een van de ondersoorten van de damagazelle is de mhorrgazelle (Nanger dama mhorr). Dit is het grootste exemplaar van de ondersoorten. Tevens is dit ook een van de zeldzaamste dieren ter wereld.
- Nanger dama dama (Pallas, 1766) (Damagazelle) – komt voor het oosten van Mali, zuidelijk Algerije en Niger.
- Nanger dama mhorr (E. T. Bennett, 1833) (Mhorrgazelle) – uitgestorven in het wild, kwam voor van Marokko tot Senegal.
- Nanger dama ruficollis (C. H. Smith, 1827) (Addragazelle) – komt voor in Tsjaad en Soedan.